# Рокитниця (гміна, Ярославський повіт)
Гміна Рокитниця (пол. Gmina Rokietnica) — сільська гміна у східній Польщі. Належить до Ярославського повіту Підкарпатського воєводства. Місцева влада знаходиться в селі Рокитниця.
Станом на 31 грудня 2011 у гміні проживало 4376 осіб.

## Територія
Згідно з даними за 2007 рік площа гміни становила 57.35 км², у тому числі:
- орні землі: 64.00%
- ліси: 30.00%

Таким чином, площа гміни становить 5.57% площі повіту.

## Населення
Станом на 31 грудня 2011:
| Опис     | Загалом | Загалом | Чоловіки | Чоловіки | Жінки | Жінки |
| -------- | ------- | ------- | -------- | -------- | ----- | ----- |
| одиниця  | осіб    | %       | осіб     | %        | осіб  | %     |
| все      | 4376    | 100     | 2157     | 49.29    | 2219  | 50.71 |
| міське   | 0       | 100     | 0        |          | 0     |       |
| сільське | 4376    | 100     | 2157     | 49.29    | 2219  | 50.71 |

## Солтиства
- Челятичі
- Рокитниця
- Тулиголови
- Воля Рокитницька
- Тапин

## Сусідні гміни
Гміна Рокитниця межує з такими гмінами: Журавиця, Кривча, Розьвениця, Хлопіце.